# 앤디 쿡
앤디 쿡(영어: Andy Cooke, 1974년 1월 20일 ~ )는 영국 잉글랜드 출신의 전 축구 선수이다.
2003년 부산 아이콘스에 입단하여 2003 시즌부터 2004 시즌까지 두 시즌 동안 활약하였다. K리그에서 등록명은 쿠키를 사용하였다.